# Patrick Froehlich
Pour les articles homonymes, voir Froehlich.
Œuvres principales
- Le Toison
- La voix de Paola
- Avant tout ne pas nuire
- Ce côté et l’autre de l’océan
- La minute bleue

Patrick Froehlich est un médecin et écrivain français né en 1961 à Dijon.

## Biographie
Patrick Froehlich a exercé la profession de chirurgien. Il a vécu à Lyon, Bruxelles et est désormais installé à Montréal. Il est l'auteur de sept romans. Au préalable, il a publié de nombreux articles scientifiques et des ouvrages dans le domaine de la chirurgie des voies respiratoires des enfants. Il a contribué au développement de la chirurgie mini-invasive guidée par l'imagerie.
Il a exercé la médecine au CHU de Lyon comme professeur des universités-praticien hospitalier jusqu'en 2017 et, de 2009 à 2014, au CHU Sainte-Justine en tant que professeur agrégé de l'Université de Montréal.
Il a écrit la trilogie Corps Étrangers parue aux éditions Les Allusifs (2017-2020). Les fictions sont développées à partir de situations rencontrées dans la réalité : douleur engendrée chez l'enfant, guerre contre la maladie, conséquences sur la vie du chirurgien des situations rencontrées aux confins de la vie.
Le roman Avant tout ne pas nuire (premier volume de la trilogie Corps Étrangers, ouvrage à cheval entre fiction et documentaire, est selon Le Monde un exercice d'introspection auquel se livre Patrick Froehlich par rapport au thème de la douleur, celle qu'il peut ressentir et aussi celle qui peut être infligée à l'enfant dans l'exercice de la chirurgie pédiatrique. Le roman débute par une question que lui a posée sa fille : « Tu n’as jamais fait mal à un enfant ? Dis-moi que tu n’as jamais fait mal à un enfant que tu soignes ». Patrick Froehlich a répondu par un non « peu articulé, guère audible », et il explique que « dans ce manque d’affirmation » se trouvait contenue « une honte » à laquelle il était confronté,.
Dans le roman Ce côté et l'autre de l'océan, l'auteur, selon Le Monde, pose la question de la reconduction : lui-même a souffert de multiples déménagements de ses parents lorsqu'il était enfant et il se demande s'il n'a pas reproduit le même schéma vis-à-vis de ses propres enfants en acceptant différents postes en Belgique et au Canada. Le Monde écrit de plus : « On le suit ici creusant une mémoire occultée, redécouvrant la ville de Poughkeepsie, dans la vallée de l’Hudson, où son père travaillait pour IBM, habité par le mythe américain et la grande utopie informatique des années 1970. Face au miroir familial troublé par les hantises parentales ou personnelles, l’écriture relève moins d’un dévoilement que d’un dépouillement visant au dépassement ».
La minute bleue, troisième volet du triptyque Corps étrangers (Avant tout ne pas nuire, 2017 ; Ce côté et l’autre de l’océan, 2018), examine la question de la mémoire traumatique du chirurgien, sujet tabou dans un milieu professionnel qui se veut et qu’on voudrait nous-mêmes infaillible. En parallèle, sa fille conduit une enquête sur une branche allemande mal aimée de la famille dont on ne sait initialement à peu près rien. Elle découvre un ancêtre, maître verrier, et ses vitraux. Cette mise au jour fournit un éclairage nouveau sur les silences familiaux qui recouvrent les épisodes traumatiques provoqués par les guerres, chez le narrateur aux événements chirurgicaux marquants.
À la suite de la publication de ces trois romans, il précise sur son site son processus d'écriture: « À la suite des conflits qui ont traversé les générations qui m’ont précédé (guerre de Prusse de 1870, Première et Seconde Guerres mondiales, guerre d’Algérie), j’ai été amené à écrire sur ma guerre contre le corps malade. D’abord à travers la douleur dans Avant tout ne pas nuire, puis par la guerre d’Algérie de mon père dans Ce côté et l’autre de l’océan. Ce dernier livre m’a conduit à l’approche plus frontale de la mémoire traumatique du chirurgien dans La minute bleue, et celui-ci de manière imprévue à l’écriture en cours: Chaque texte est indépendant et autonome, bien qu’il ouvre sur le suivant. Un dévoilement du sujet suivant que je découvre à la fin du processus d’écriture de chaque texte, ou dans les suites de son écriture.
L’écriture est initiée par une tension intérieure. La peur d’aborder le sujet, la honte souvent associée sont d’excellents moteurs. Le texte se développe à partir de ma réalité, elle est beaucoup plus riche et complexe que mon imaginaire. »

### Ouvrages

#### Romans
- To love, love, love (roman), Montréal, Groupe Nota Bene, Éditions Varia, collection L'aire de jeu, 2023.
- La minute bleue, troisième volet du triptyque Corps étrangers, Montréal, Éditions Les Allusifs, 2020.
- Ce côté et l'autre de l'océan, deuxième volet du triptyque Corps étrangers, Montréal, Éditions Les Allusifs, 2018.
- Avant tout ne pas nuire, premier volet du triptyque Corps étrangers, Montréal, Éditions Les Allusifs, 2017
- L'Enfant secoué, Publie.net 2018 [2011].
- La Voix de Paola, , Publie.net 2018 [2009].
- Distance, silence, Publie.net, 2008.
- Le Toison, Éditions Seuil, collection Fiction & Cie, 2006.

#### Ouvrages médicaux
- Les Infections ORL de l'enfant, Éditions Larousse Guides santé, 2005.

### Récit
- Rien de beau sur la guerre, Maï Nguyen et Patrick Froehlich, Éditions du Passage 2022.
- Annie Ernaux, collection Duetto, éditions Nouvelles Lectures, 2020.

### Articles (sélection)
- Gilles Roger, MD, Patrice Tran Ba Huy, MD, Patrick Froehlich, MD, PhD, et al, "Exclusively Endoscopic Removal of Juvenile Nasopharyngeal Angiofibroma Trends and Limits", Arch Otolaryngol Head Neck Surg. 2002;128(8):928-935[12].
- Ana Nusa Naiman MD, Philippe Ceruse MD, Bruno Coulombeau MD, Patrick Froehlich MD, "Intralesional Cidofovir and Surgical Excision for Laryngeal Papillomatosis", The Laryngoscope, 2003 Dec;113(12):2174-81[13].
- Carine Fuchsmann, MD; Marie-Claude Quintal, MD; Chantal Giguere, MD; Sonia Ayari-Khalfallah, MD; Laurent Guibaud, MD, PhD; Julie Powell, MD; Catherine McCone, MD; Patrick Froehlich, MD, PhD, "Propranolol as First-line Treatment of Head and Neck Hemangiomas", Arch Otolaryngol Head Neck Surg. 2011;137(5):471-478[14].

### Thèses et diplômes
- Habilitation à diriger des recherches obtenue en 1994 à l'Université Claude-Bernard-Lyon-I.
- "Contrôle central des propriétés micromécaniques actives de la cochlée chez l'homme", thèse de doctorat, soutenue en 1993 à l'Université Claude-Bernard-Lyon-I[15].
- "Chirurgie des obstructions aeriennes d'origine laryngee de l'enfant", thèse en médecine, soutenue en 1992 à l'Université Claude-Bernard-Lyon-I[16].